# Pacifische schol
De Pacifische schol (Lepidopsetta bilineata) is een  straalvinnige vissensoort uit de familie van schollen (Pleuronectidae). De wetenschappelijke naam van de soort is voor het eerst geldig gepubliceerd in 1855 door Ayres.

## Visvangst
Deze pladijs uit de grote oceaan wordt gevangen aan de westkust van Noord-Amerika. 
De filets worden aangeboden als dubbeldekkers, waarbij de donkere huid (bovenkant) van de vis wordt verwijderd, maar de witte huid (onderkant) nog aanwezig is.
Het visvlees is zacht stevig tegelĳk.